# Gare du Havre-Maritime
Ne doit pas être confondu avec Gare du Havre, Gare du Havre-Graville ou Gare d'Havré.
La gare du Havre-Maritime, ou gare maritime pour les Havrais, est le nom générique de différentes gares ferroviaires françaises de la ligne de Paris-Saint-Lazare au Havre, situées dans différents lieux des quais du port du Havre, dans le département de la Seine-Maritime, en région Normandie. L'activité de ces gares est variable selon les époques.

## Gare du quai Auguste-Brostrom
Après le creusement du bassin de la Citadelle, achevé en 1871, une gare est établie sur le quai Auguste-Brostrom par la Compagnie générale transatlantique en 1890. Le débarcadère est construit en charpente métallique hourdée de brique. Il est surmonté d'un beffroi abritant une horloge.

## Gare du quai de l'escale
Un immense avant-port est construit de 1900 à 1910. Le quai de la Marée, qui ferme ce nouveau bassin, prend alors le nom de quai de l'Escale (aujourd'hui quai Roger-Meunier). En 1907, la Compagnie générale transatlantique y fait construire une nouvelle gare reliée à la gare de triage de Soquence.
Les navires y accostent à partir de 1910 et elle est inaugurée le 9 juillet 1910. Elle est construite dans le style Art nouveau et s'étire sur 180 mètres. Les trains arrivent au rez-de-chaussée du bâtiment, tandis que l'étage est réservé aux passagers, qui peuvent rejoindre les navires par des passerelles.

## Gare du quai de Floride
La gare du quai de Floride (actuel quai Pierre-Callet), construite par la Compagnie industrielle et maritime sur le même môle que la gare de la Compagnie générale transatlantique, est inaugurée par le président de la République Gaston Doumergue le 3 juillet 1928 et mise en service le 12 janvier 1929.

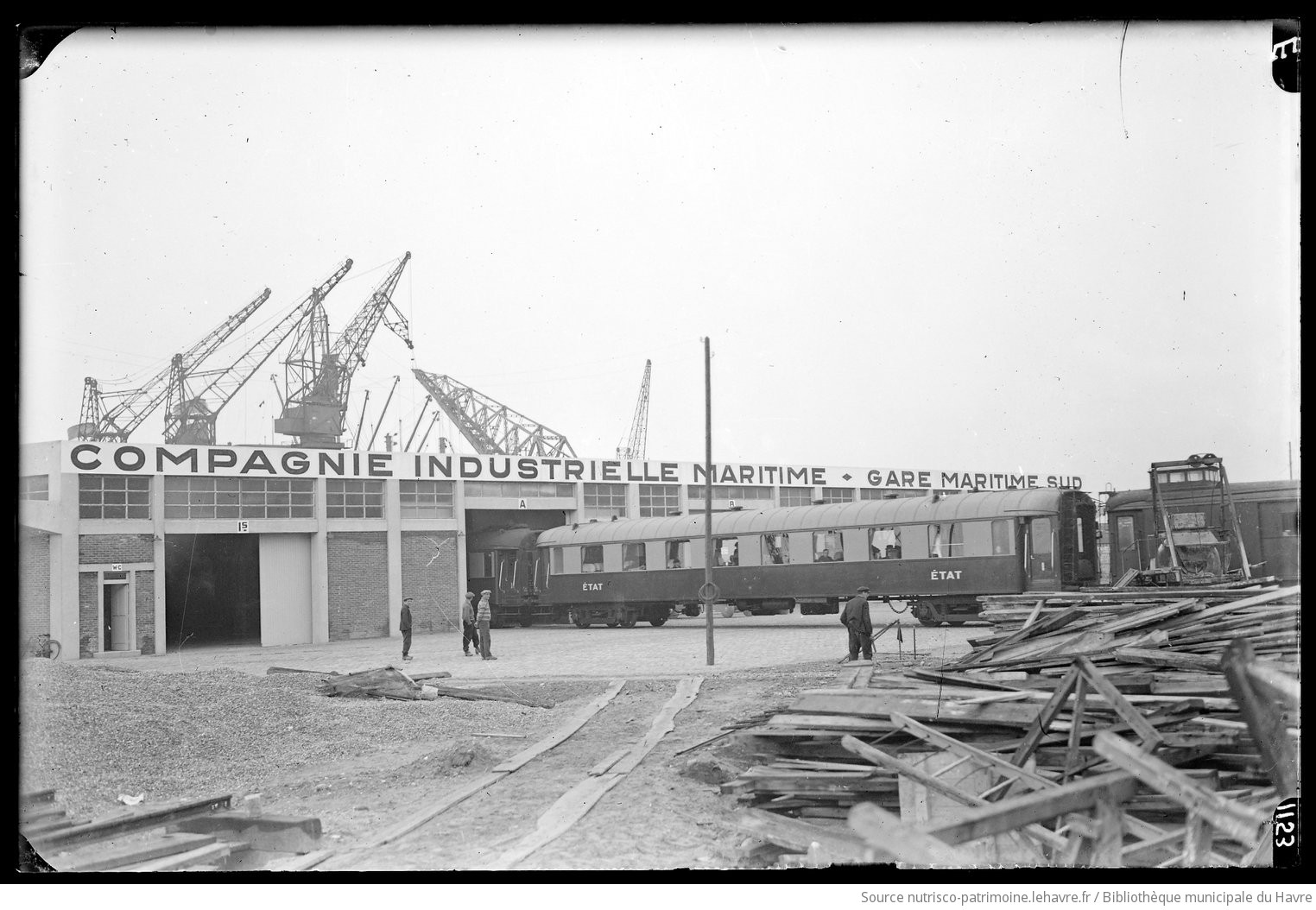
Gare maritime de la CIM au Môle Oblique, 1934, Photographie. Le Havre bibliothèque municipale. En ligne sur Nutrisco

## Gare du quai Johannes-Couvert de la Compagnie générale transatlantique
La gare transatlantique du Havre, située quai Johannes-Couvert, est construite entre 1930 et 1935 pour la Compagnie générale transatlantique afin de servir d'écrin au paquebot Normandie mis en service en mai 1935. Confiée à l'architecte Urbain Cassan, associé à Noël Boutet de Monvel, et plus tard assisté de l'ingénieur Eugène Freyssinet, il s'agit alors de la plus grande gare maritime de France, avec 588 mètres de long, et une grande tour marégraphe de 80 mètres de haut. Elle comprend un grand hall en béton armé surplombé d'une immense verrière. Elle est inaugurée le 23 mai 1935 par le président Albert Lebrun, en même temps que le paquebot Normandie. 
La gare maritime est détruite lors des bombardements des 14 et 15 juin 1944, ainsi qu'une grande partie du port du Havre. Un nouveau bâtiment est construit plus tard, confié par la Compagnie générale transatlantique à Urbain Cassan, déjà auteur de la gare construite dans les années 1930. Son projet, plus modeste que celui de 1935, doit tout de même permettre l'accueil de 90 000 passagers annuels. Le nouveau bâtiment est sobre en extérieur mais remploie une partie des décors du bâtiment  de la gare du port autonome inaugurée en 1949. La nouvelle gare est inaugurée le 19 juillet 1952, à l'occasion de la mise en service du paquebot Flandres.

## Gare du port autonome du Havre
Alors que la Compagnie industrielle et maritime se recentre sur le trafic pétrolier et que la Compagnie générale transatlantique donne la priorité à la reconstitution de sa flotte, c'est le port autonome du Havre qui reconstruit la première gare maritime sur le quai Johannes-Couvert, le moins touché par les destructions. Il obtient l'usage d'un ancien hangar américain (le hangar 17), construit par l'ingénieur Mercier. Le bâtiment initial est une simple charpente métallique de fabrication américaine, enveloppé de briques, conforme à l'économie de guerre. Son intérieur est réaménagé par l'architecte Pierre Barrère. Cette nouvelle gare est inaugurée en 1949 par le président de la République Vincent Auriol.
La gare reçoit un décor dans un style Art Déco tardif, avec des sculptures réalisées par Georges Saupique, Marcel Chauvenet (son bas-relief La ronde de la mer domine le grand hall de la gare), et Jacques Bourdet. Les ferronneries ornant le salon sont réalisées par Raymond Subes. La richesse du décor contraste avec l'extérieur sobre du bâtiment, ce qui a pu être interprété comme une volonté de ne pas donner de signes d'ostentation à une population havraise appauvrie au lendemain de la guerre. Le bâtiment comporte une salle des pas perdus, grande nef de 48 mètres sur 28 et haute de 8 mètres. Les matériaux employés pour le décor sont modestes : carton pâte, bois peints et dorés, matériaux de récupération. 
La gare maritime est de nouveau réaménagée en partie en 1963 par l'architecte Joseph-André Motte, en vue de l'accueil du paquebot France. La gare est en service jusqu'en 1981. Elle continue à accueillir des expositions et des manifestations (salons, remises de médailles du travail, départs et décorations...). De 2011 à 2014, le bâtiment devient le Volcan Maritime, en accueillant les activités du théâtre du Volcan, scène nationale, pendant la fermeture du site Niemeyer pour d'importants travaux de rénovation. 
Le bâtiment est détruit en juin 2020 pour laisser place à une usine de fabrication d'éoliennes.